# The Pogues
A The Pogues egy kelta punkot játszó londoni zenekar, amely 1982-ben alakult. A zenekar első frontembere Shane MacGowan volt, de 1991-ben alkoholproblémái miatt kénytelen volt elhagyni a zenekart. Az új énekes Joe Strummer, majd Spider Stacy lett. A The Pogues 1996-ban feloszlott. 2001-ben újra összeálltak, és azóta rendszeresen adnak koncerteket. Új anyagot nem vettek fel, és Spider Stacy közlése szerint nem is tervezik új számok rögzítését. Zenéjükben a punkot ötvözik a hagyományos ír hangzással és hangszerekkel, például furulyával, mandolinnal és harmonikával. A zenekar Pogue Mahone néven alakult, amely az ír póg mo thóin (magyarul: csókold meg a seggem!) angolos változata.

## Korai évek
A The Pogues leendő tagjai – az énekes MacGowan, a furulyás Peter „Spider” Stacy és a bendzsós Jem Finer – a The Millwall Chainsaws nevű zenekarban játszottak az 1970-es évek végén. MacGowan és Stacy egy 1977-es, a The Roundhouse-ban tartott Ramones-koncerten, a férfi WC-ben találkozott. MacGowan ekkor a The Nips nevű zenekarban zenélt. A Millwall Chainsaws Stacy zenekara volt, nevüket később The New Republicansra változtatták. 1982-ben a The Nips harmonikása, James Fearnley csatlakozott MacGowanékhoz, és megalapították a Pogue Mahone-t. Először 1982. október 4-én léptek fel a londoni The Pindar of Wakefieldben.

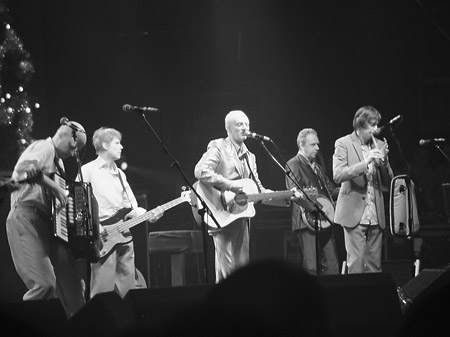
Koncert Brixtonban 2004-ben

Később csatlakozott az együtteshez a basszusgitáros Cait O’Riordan és a dobos Andrew Ranken. A zenekar londoni sörözőkben és klubokban lépett fel, majd megjelentette a Dark Streets of London című kislemezét. Nagyobb ismertségre 1984-ben a The Clash előzenekaraként tett szert. Nevüket – a BBC-hez érkező panaszok miatt – The Poguesra rövidítették. Első nagylemezük, a Red Roses for Me a Stiff Records kiadásában jelent meg 1984 októberében. Ismertségük tovább nőtt, amikor a népszerű televíziós műsor, a The Tube leadta a Waxie's Dargle videóját. A klip, amelyben Spider Stacy rendszeresen fejbe verte magát egy sörös tálcával, a nézők egyik kedvence lett.
1985-ben Elvis Costello segítségével sikerült felvenniük a Rum Sodomy & the Lash című lemezt. Az album címe egy híres idézet, amelyet hibásan Winston Churchillnek tulajdonítottak. A politikus állítólag ezekkel a szavakkal – rum, szodómia és korbács – jellemezte a brit haditengerészet igazi hagyományait. Az együtteshez csatlakozott Philip Chevron gitáros.
A sikert az együttes nem tudta meglovagolni: visszautasították az újabb nagylemezre szóló ajánlatot, helyette inkább egy négyszámos kislemezt (Poguetry in Motion) adtak ki. Cait O’Riordan hozzáment Costellóhoz, és kilépett, helyére a Plummet Airlines és a Pride of the Cross korábbi basszusgitárosa, Darryl Hunt érkezett. Csatlakozott a több hangszeren játszó Terry Woods is. 1987-ben, kevéssel a The Dublinersszel együtt kiadott The Irish Rover után a Stiff Records tönkrement. Az együttes tagjai és O’Riordan szerepet vállalt Alex Cox Straight to Hell című filmjében.

## Siker és felbomlás
1987-ben megjelent az If I Should Fall from Grace with God című lemez, rajta a kislemezen is kiadott Kirsty MacColl-Shane MacGowan duettel, a Fairytale of New Yorkkal. Ez a szám a karácsonyi csúcsszezonban első helyre került az ír, másodikra a brit listán. A VH1 UK 2004-es, 2005-ös és 2006-os felmérésén is a legjobb karácsonyi dalnak választották. Beszavazták a 27 legjobb dal közé is, amely nem vezette a brit slágerlistát. 2007-ben a BBC a homoszexuálisok érzékenységére hivatkozva cenzúrázta a számot, de a közfelháborodás miatt a rendelkezést visszavonta.

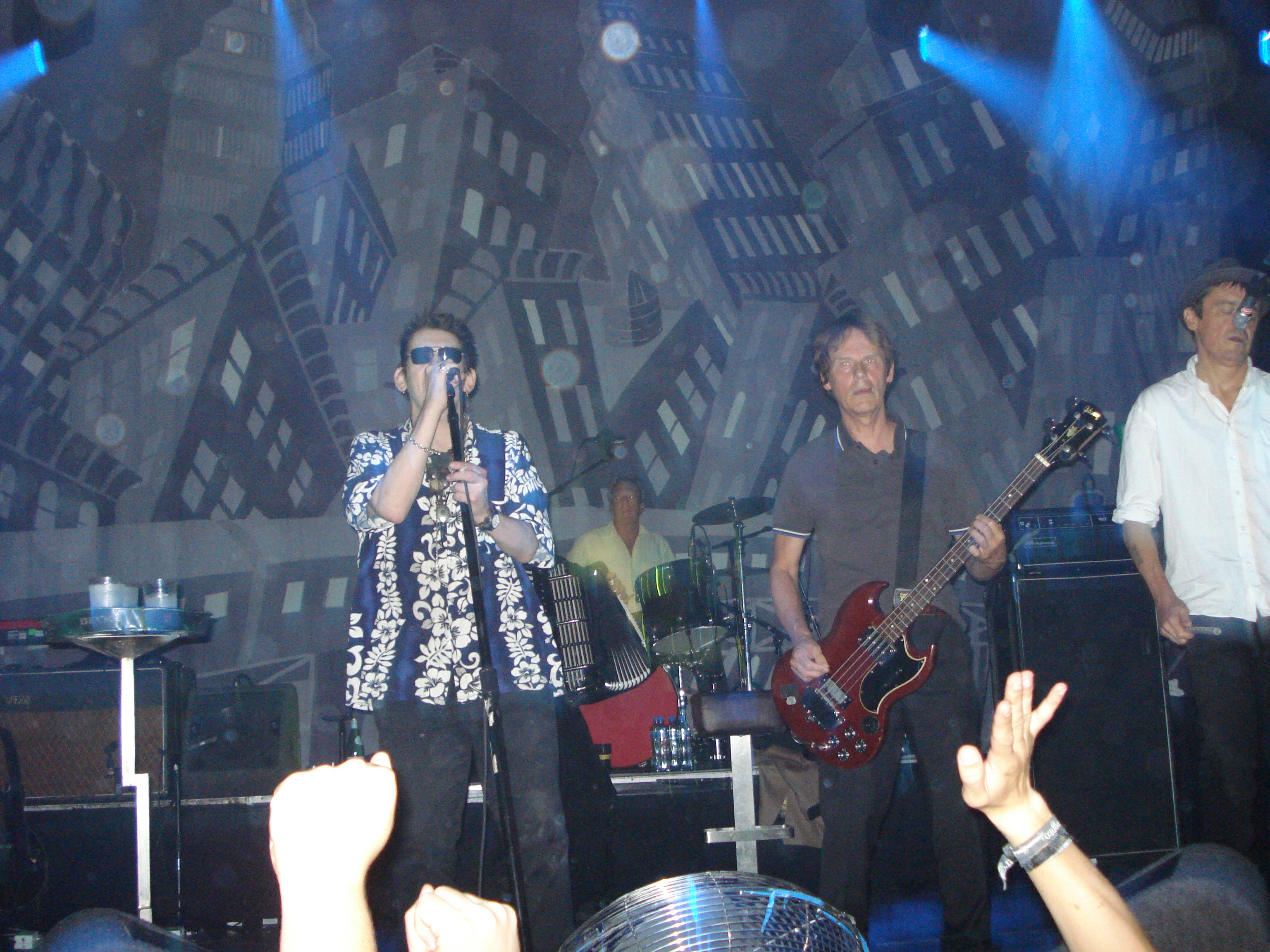
2010. augusztus 1-jén Amszterdamban

A The Pogues ebben az időszakban volt kereskedelmi sikere csúcsán, viszont az alkoholproblémákkal küzdő MacGowan egyre kiszámíthatatlanabb és megbízhatatlanabb lett. 1990-ben megjelent a Hell's Ditch, majd a következő évben az együttes megvált énekesétől. Helyét a The Clash volt frontembere, Joe Strummer vette át, de 1992 tavaszán őt is kirúgták. Ettől kezdve Spider Stacy énekelt. 1993-ban megjelent a Waiting for Herb, az együttes harmadik és utolsó olyan számával, a Tuesday Morninggal, amely bejutott a slágerlista első húsz helyére. Terry Woods és James Fearnley kilépett, helyükre David Coulter és James McNally érkezett. Nemsokára rossz egészsége miatt távozni kényszerült Phil Chevron is, akit Jamie Clarke helyettesített.
A zenekar utolsó, hetedik stúdiólemeze, a Pogue Mahone megbukott, és az együttes 1996-ban feloszlott. Shane MacGowan szerint a szakítás egyik oka az volt, hogy vita volt a tagok között a dalok politikai üzenetéről. Míg korai számaik között több is (például a Streams of Whiskey) nyilvánvalóan köztársaságpárti volt, a kilencvenes évek közepén ezt már nem akarták valamennyien vállalni.

## Külön utakon
A The Pogues felbomlása után Spider Stacy, Andrew Ranken és Darryl Hunt együtt játszott a The Vendettasban. Repertoárukban néhány The Pogues-szám is szerepelt. Először Ranken, majd Hunt lépett ki, utóbbi a Bish nevű zenekarban folytatta. Ranken több együttesben (Kippers, The Municipal Waterboard, The Mysterious Wheels) is játszott. Shane MacGowan még 1992-ben megalapította a Shane MacGowan and The Popes nevű zenekarát, amely két lemezt is kiadott. Jem Finer 2005-ben megjelentette a Bum Steer című lemezt, James Fearnley pedig az Amerikai Egyesült Államokba költözött, ahol a The Low And Sweet Orchestra, majd a Cranky George Trio tagja lett. Philip Chevron ismét életet lehelt korábbi zenekarába, a The Radiatorsba. Terry Woods The Bucks néven alapított zenekart Ron Kavanával. Később The Woods Band néven zenéltek.

## Újra együtt
Az együttes, benne MacGowannel, 2001-ben ismét összeállt egy karácsonyi túrára, majd 2004 decemberében kilenc koncertet adott az Egyesült Királyságban és Írországban. Az együttes azóta aktív, felléptek többek között a Sziget Fesztiválon is.

## Tagok

### Jelenlegi tagok
- Spider Stacy – ének, furulya (1982–1996, 2001–)
- Jem Finer – bendzsó, mandolin, szakszofon, gitár, ének (1982–1996, 2001–)
- James Fearnley – harmonika, mandolin, zongora, gitár (1982–1993, 2001–)
- Shane MacGowan – ének, gitár, bendzsó, bodhran (1982–1991, 2001–)
- Andrew Ranken – dob, szájharmonika, ének (1982–1996, 2001–)
- Darryl Hunt – basszusgitár(1986–1996, 2001–)
- Terry Woods – mandolin, gitár, ének(1986–1993, 2001–)

### Korábbi tagok
- Cait O'Riordan – basszusgitár, ének(1982–1986, 2004)
- Philip Chevron – gitár, ének(1985–1994, 2001–2013; his death)
- Joe Strummer – ének, gitár(1991–1992; helyettesítette Phil Chevront egy amerikai túrán 1987-ben)
- Dave Coulter – mandolin, hegedű, ütőhangszerek, ukulele (1993–1996)
- James McNally – harmonika, sípok, ütőhangszerek (1993–1996)
- Jamie Clarke – gitár, ének(1994–1996)

## Diszkográfia
| Stúdiólemezek |
| --- |
| - Red Roses for Me (1984) - Rum Sodomy & the Lash (1985) - If I Should Fall from Grace with God (1988) - Peace and Love (1989) - Hell's Ditch (1990) - Waiting for Herb (1993) - Pogue Mahone (1996) |

| Élő albumok |
| --- |
| - Streams of Whiskey: Live in Leysin, Switzerland 1991 (2002) - The Ultimate Collection Including Live at the Brixton Academy 2001 (2005) - The Pogues in Paris: 30th Anniversary Concert at the Olympia (2012) - The Pogues Live with Joe Strummer 1991 (2013) |

| Válogatáslemezek |
| --- |
| - The Best of The Pogues (1991) - Essential Pogues (1991) - The Rest of The Best (1992) - The Very Best of The Pogues (2001) - The Ultimate Collection (2005) - Dirty Old Town: The Platinum Collection (2005) - Just Look Them Straight in the Eye and Say....POGUE MAHONE!! (2008) - The Very Best of The Pogues (2013) - 30:30: The Essential Collection (2013) - Pogues 30 (2013) |

## Fordítás
- Ez a szócikk részben vagy egészben  a   The Pogues című angol Wikipédia-szócikk ezen változatának fordításán alapul.  Az eredeti cikk szerkesztőit annak laptörténete sorolja fel. Ez a jelzés csupán a megfogalmazás eredetét és a szerzői jogokat jelzi, nem szolgál a cikkben szereplő információk forrásmegjelöléseként.